# Edward T. Lu
Edward Tsang Lu, född 1 juli 1963 i Springfield, Massachusetts, är en amerikansk astronaut uttagen i astronautgrupp 15 den 9 december 1994.

## Rymdfärder
- STS-84
- STS-106
- ISS-7